# Rouage (horlogerie)

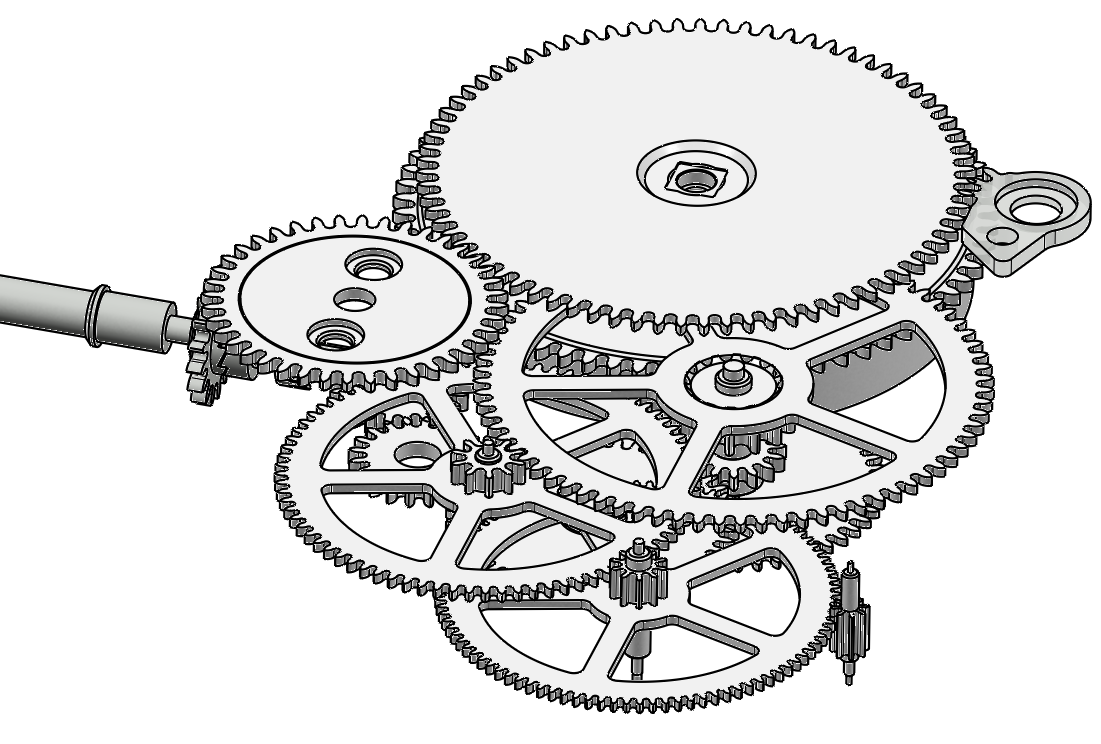
Rouage d'un mouvement mécanique simple.

Le rouage est une partie du mouvement de la montre. Il se compose de l'ensemble des pignons et des roues dentées.

## Mobile
Un mobile d'horlogerie est composé d'une roue dentée et d'un pignon qui sont solidaires. L'axe du mobile est intégré au pignon.
Les mobiles permettent de réaliser un rouage multiplicateur (qui multiplie la vitesse de rotation) ou un rouage réducteur (qui réduit la vitesse de rotation).

## Rouage de finissage

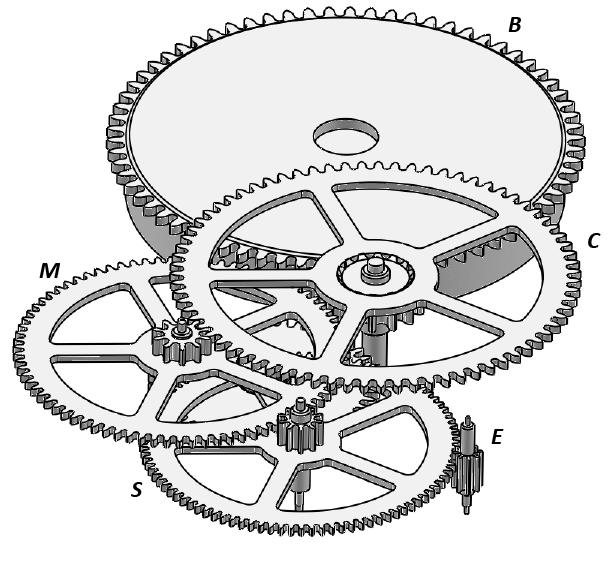
Rouage de finissage d'un mouvement mécanique.

Le rouage de finissage divise l'unité de temps donnée par l'oscillateur (ensemble balancier/spiral/échappement) pour permettre d'afficher la seconde et la minute.
L'énergie venant du barillet, le rouage de finissage est un rouage multiplicateur.
En principe, il est composé :
- du barillet (B) ;
- du mobile de centre (C) ;
- du mobile de moyenne (M) ;
- du mobile de seconde (S) ;
- du pignon d'échappement (E).

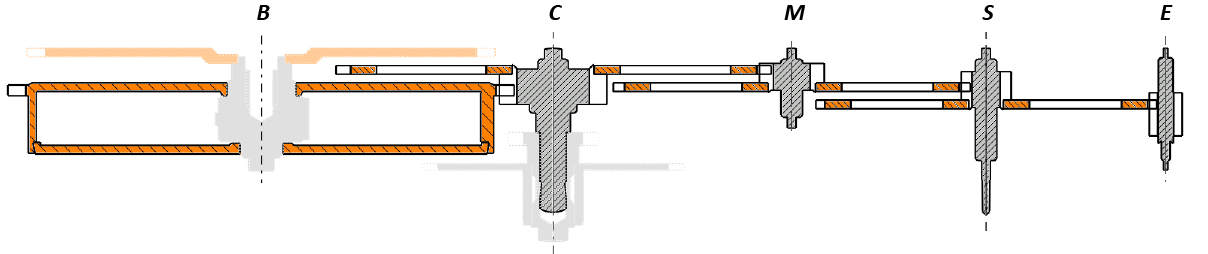
Coupe du rouage de finissage d'un mouvement mécanique.

## Rouage de mise à l'heure

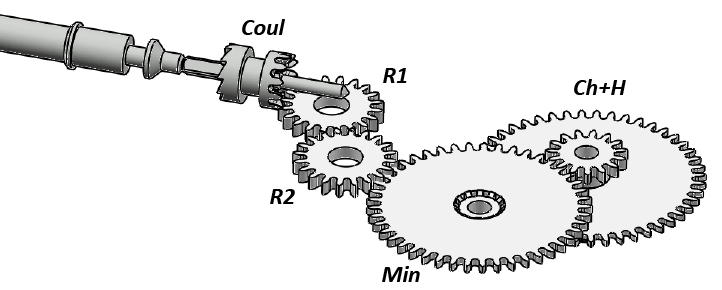
Rouage de mise-à-l'heure d'un mouvement mécanique.

Le rouage de mise-à-l'heure divise la minute pour afficher les heures, c'est donc un rouage réducteur.
Il est composé :
- du pignon coulant (Coul) ;
- du (ou des) renvoi de mise à l'heure (R1 et R2).
- du mobile de minuterie (Min) ;
- de la chaussée (Ch) ;
- de la roue des heures (H) ;

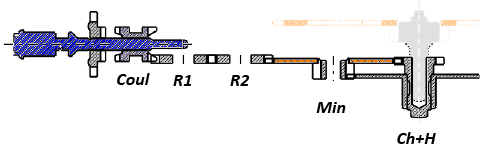
Coupe du rouage de mise-à-l'heure d'un mouvement mécanique.

## Rouage de remontage

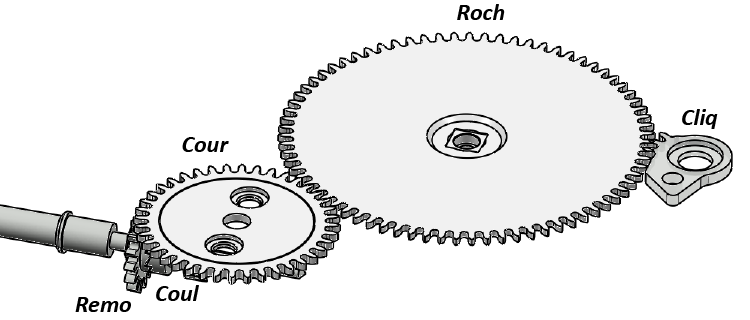
Rouage de remontage d'un mouvement mécanique.

Le rouage de remontage permet de remonter le ressort de barillet. Le couple du ressort étant élevé, on utilise un rouage réducteur.
Il est composé :
- du pignon coulant (Coul) ;
- du pignon de remontoir (Remo) ;
- de la couronne (Cour) ;
- du rochet (Roch) ;
- du cliquet (Cliq).

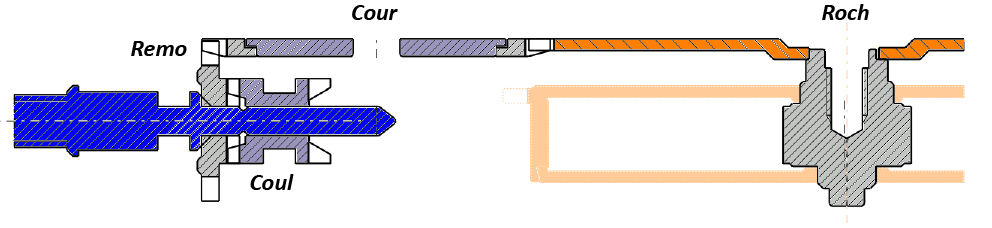
Coupe du rouage de remontage d'un mouvement mécanique.

## Autres rouages
On trouve d'autres rouages dans la montre, en particulier dans les complications :
- le rouage de quantième (pour l'affichage de la date, de la lune,…) ;
- le rouage de chronographe ;
- le rouage de sonnerie, etc.